# Берташ Василь Михайлович
Василь Михайлович Берташ (нар. 7 січня 1961, Рокитне, Рівненська область) — проросійський політик з України. З 18 березня 2010 року до 2 березня 2014 — голова Рівненської обласної державної адміністрації. Депутат Рівненської облради (з листопада 2010).
Член Партії регіонів (з грудня 2000), голова Рівненського обласного відділення (з грудня 2000), член Політради.

## Біографія
Народився 7 січня 1961 у с. Рокитне, Рокитнівський район, Рівненська область. Українець. Мати — Ганна Іванівна (1924), пенсінер; дружина Тетяна Степанівна (1962) — продавець фірми «Одяг», місто Рівне; син Мирослав (1981).
Освіта: Український інститут інженерів водного господарства (1980–1985), «Промислове і цивільне будівництво», інженер-будівельник.
Кандидат у народні депутати від проросійської партії ОПЗЖ на парламентських виборах 2019 року, № 60 у списку.
Вересень 2007 — кандидат в народні депутати України від Партії регіонів, № 191 в списку. На час виборів: народний депутат України, член ПР.
Народний депутат України 5-го скликання з квітня 2006 до листопада 2007 від проросійської Партії регіонів, № 155 в списку. На час виборів: тимчасово не працював, член ПР. Перший заступник голови Комітету з питань будівництва, містобудування і житлово-комунального господарства (з липня 2006), член фракції Партії регіонів (з травня 2006).
- Вересень 1976 — лютий 1980 — учень Рівненського сільськогосподарського технікуму.
- Квітень — липень 1979 — робітник Миргощанського радгосп-технікуму Дубенського району.
- Квітень — вересень 1980 — технік-будівельник колгоспу імені Горького, село Романів Луцького району Волинської області.
- Серпень 1980 — липень 1985 — студент Українського інституту інженерів водного господарства.
- Липень 1985 — січень 1987 — інженер-будівельник колгоспу імені Горького, село Романів Луцького району.
- Січень — квітень 1987 — головний інженер Клеванського промкомбінату, Рівненський район.
- Квітень 1987 — вересень 1998 — генеральний директор підприємства «Рембудмонтаж».
- Вересень — жовтень 1998 — начальник управління капітального будівництва, з жовтня 1998 — заступник голови з питань будівництва і житлово-комунального господарства, 2002 — лютий 2005 — перший заступник голови Рівненської облдержадміністрації.
- У 2006—2007 роки Берташ був депутатом Верховної Ради від Партії регіонів.

Доктор філософії в галузі державного управління (квітень 2004).

## Відзнаки та нагороди
- Заслужений будівельник України (грудень 2000)[6].
- орден «За заслуги» ІІІ ступеня (квітень 2002)[7], ІІ ступеня (січень 2011), І ступеня (січень 2013)[8].
- Орден Усмішки (2003).
- Почесна грамота Кабінету Міністрів України (квітень 2004)[9].

## Виноски
1. ↑  http://w1.c1.rada.gov.ua/pls/radac_gs09/d_index_arh?skl=5
2. ↑  Указ Президента України від 18 березня 2010 року № 386/2010 «Про призначення В. Берташа головою Рівненської обласної державної адміністрації»
3. ↑  Указ Президента України від 2 березня 2014 року № 217/2014 «Про звільнення В. Берташа з посади голови Рівненської обласної державної адміністрації»
4. ↑  Центральна виборча комісія. Архів оригіналу за 23 червня 2019. Процитовано 23 червня 2019.
5. ↑  Постанова Центральної виборчої комісії від 9 серпня 2007 року № 77 «Про реєстрацію кандидатів у народні депутати України, включених до виборчого списку Партії регіонів, на позачергових виборах народних депутатів України 30 вересня 2007 року»
6. ↑  Указ Президента України від 28 грудня 2000 року № 1386/2000 «Про відзначення державними нагородами України працівників підприємств, установ і організацій»
7. ↑  Указ Президента України від 26 квітня 2002 року № 394/2002 «Про відзначення державними нагородами України»
8. ↑  Указ Президента України від 7 січня 2011 року N 7/2011 «Про нагородження В. Берташа орденом „За заслуги“»
9. ↑  Постанова Кабінету Міністрів України від 28 квітня 2004 року № 535 «Про нагородження Почесною грамотою Кабінету Міністрів України».